# کنیزرو (دهانه)

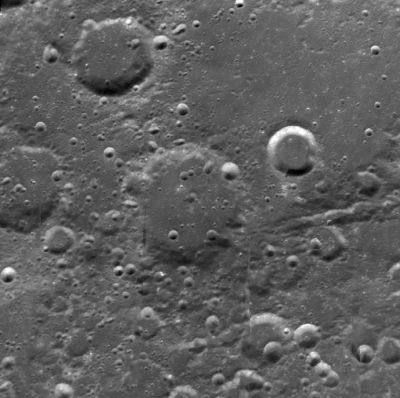
کنیزرو

کنیزرو یک دهانه برخوردی در ماه‌ است.